# Beetlejuice Beetlejuice
Beetlejuice Beetlejuice är en amerikansk skräck- och komedifilm som hade premiär den 6 september 2024. Filmen är regisserad av Tim Burton efter ett manus skrivet av Alfred Gough, Seth Grahame-Smith och David Katzenberg. 
Den är en uppföljare till filmen Beetlejuice från 1988, också regisserad av Burton. Vissa skådespelare återkommer i samma roller som i originalfilmen, inklusive Michael Keaton som repriserar rollen som spöket Betelgeuse (uttalas som Beetlejuice).

## Handling
Filmen följer den nu vuxna Lydia (Winona Ryder) från originalfilmen, som fortfarande kan se spöken, och hennes tonårsdotter Astrid (Jenna Ortega). När Lydias far dör återvänder hon tillsammans med styvmodern Delia (Catherine O'Hara) till Winter River där Lydia i sin ungdom mötte spöket Betelgeuse. Lydia försöker varna familjen för honom, men när Astrid luras in i spökdimensionen "the Afterlife" av ett annat spöke, Jeremy (Arthur Conti)(en), ser Lydia ingen annan utväg än att kalla tillbaka Betelgeuse för att få hjälp att återfinna henne.

## Rollista (i urval)
- Michael Keaton – Betelgeuse
- Winona Ryder – Lydia Deetz
- Catherine O'Hara – Delia Deetz
- Jenna Ortega – Astrid Deetz, Lydias dotter
- Monica Bellucci – Betelgeuses exfru
- Justin Theroux – Lydias pojkvän
- Willem Dafoe – spöke i Afterlife
- Arthur Conti – Jeremy Frazier
- Burn Gorman – Father Damien
- Santiago Cabrera – Richard
- Nick Kellington – Bob
- Amy Nuttall – Jane Butterfield Jr
- Paul Warren – Tom